# Aku Peltonen
Karl August "Aku" Peltonen, född 10 mars 1886 i Pälkäne, död 3 maj 1954 i Tavastehus, var en finländsk skådespelare, regissör och affärsman.
Peltonen var son till arbetaren Kaarle Peltonen. Han innehade en fiskaffär i Tavastehus, där han även deltog vid teatern. Åren 1906–1909, 1912–1913, 1922 och 1925–1928 verkade Peltonen vid Tavastehus arbetarteater, vid vilken han även regisserade 1914–1916. Han verkade som regissör vid Uleåborgs arbetarteater 1910–1911 och vid teatern i Kuusankoski 1923–1924. 1952 tilldelades Peltonen Pro Finlandia-medaljen och sedan 1954 har Tavastehus teatersällskap delat ut en statyett föreställande Peltonen till framstående teaterprofiler.